# Sieben Schmerzen Mariä (Haar)

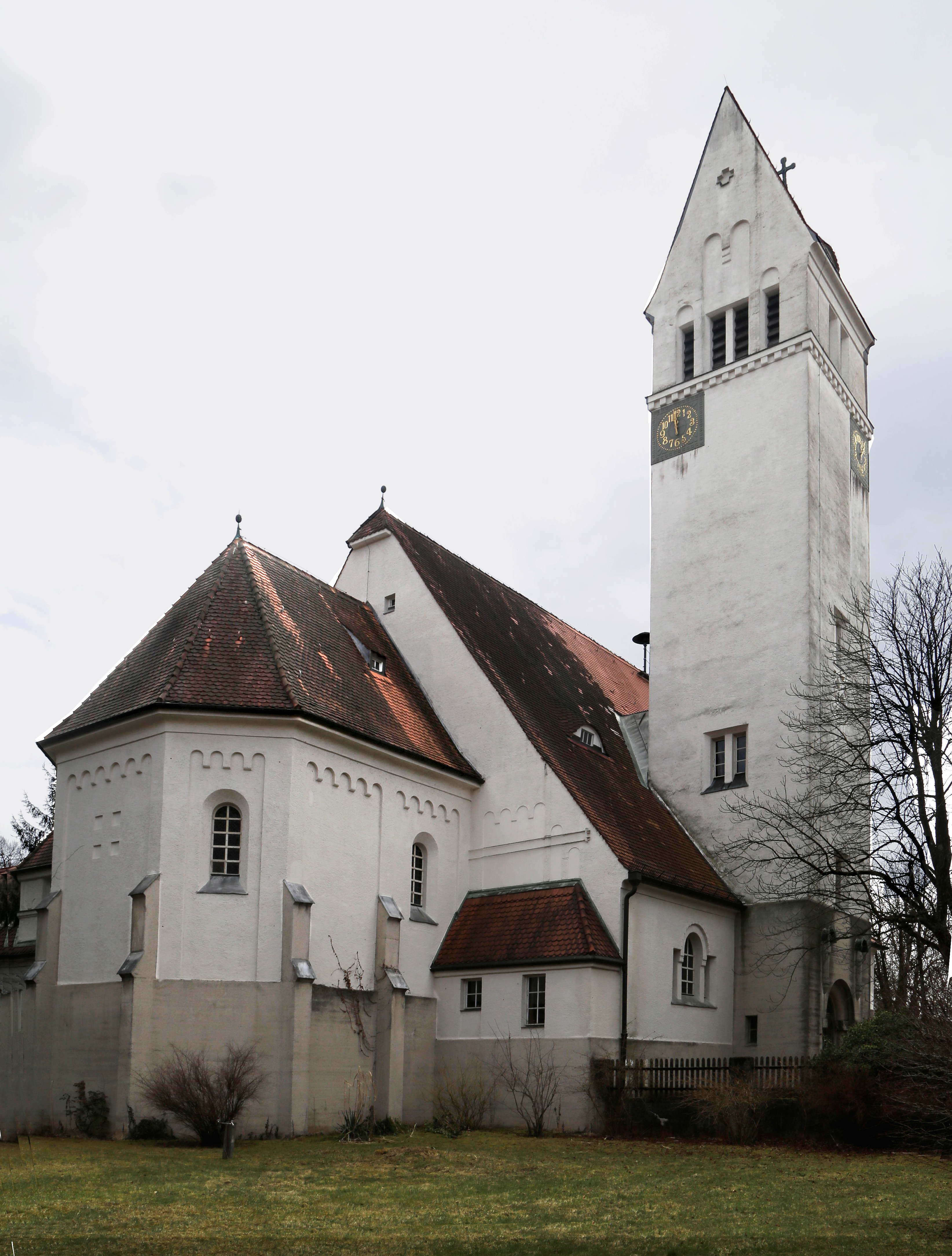
Sieben Schmerzen Mariä in Haar

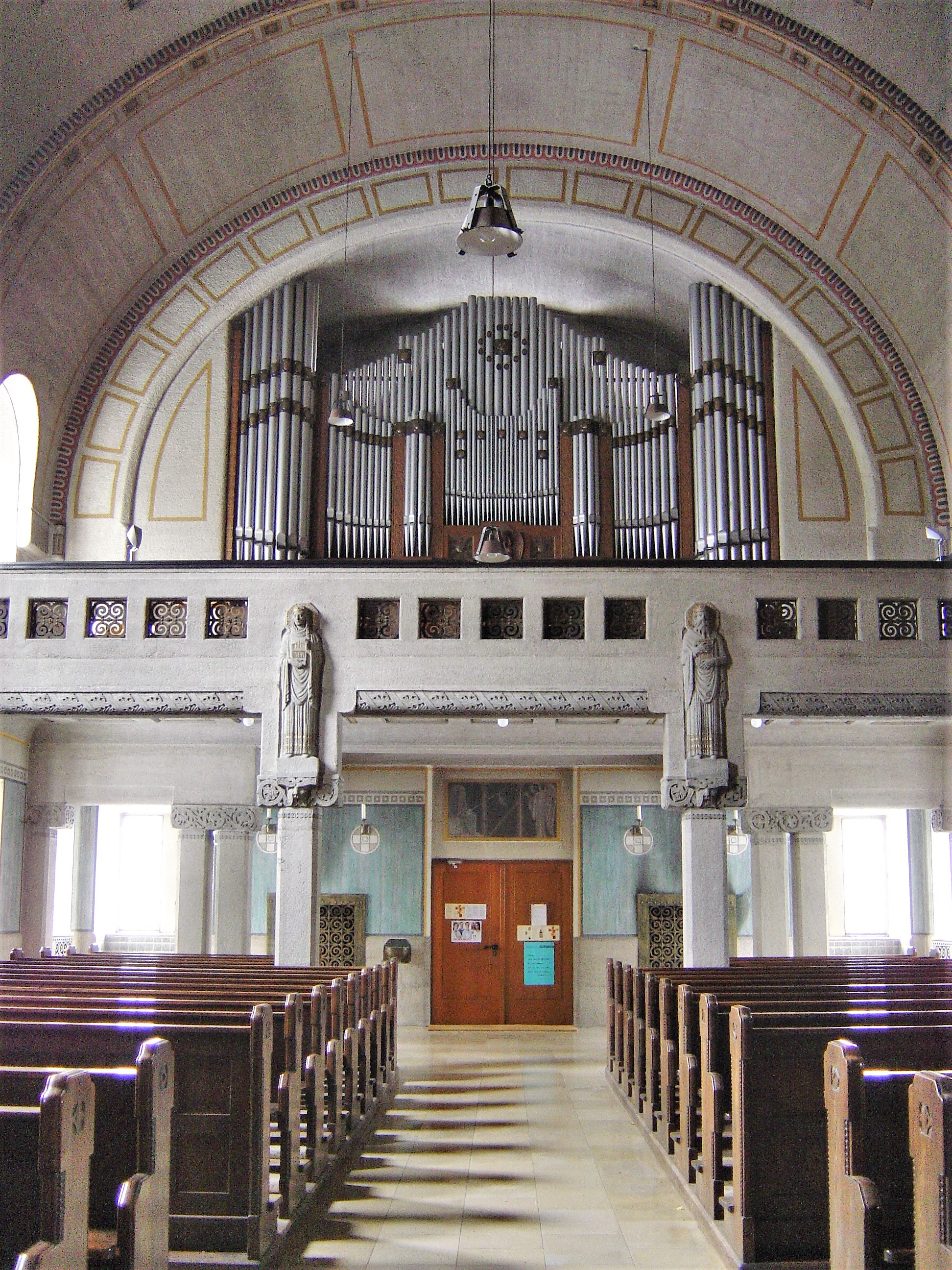
Innenansicht

Die römisch-katholische Spitalkirche Sieben Schmerzen Mariä steht in Haar, einer Stadt im oberbayerischen Landkreis München. Das Bauwerk ist in der Liste der Baudenkmäler in Haar als Baudenkmal unter der Nr. D-1-84-123-23 eingetragen. Die Kirche gehört zum Dekanat München-Nordost im Erzbistum München und Freising.

## Beschreibung
Der Longitudinalbau im Jugendstil wurde 1910/12 inmitten des Gebäudekomplexes der Heil- und Pflegeanstalt erbaut. Er besteht aus dem Langhaus, dem eingezogenen Chor mit Fünfachtelschluss im Nordosten, einem Vorbau mit dem Portal an der Fassade im Südwesten und dem Glockenturm an der Nordwestwand des Langhauses.
Der Innenraum des Langhauses ist mit einem Tonnengewölbe überspannt. Die Kirchenausstattung wurde unter Beteiligung von Georg Albertshofer gestaltet.